# Extracurricular
Extracurricular (englischer Titel, deutsch: „außerschulisch“; koreanischer Originaltitel: 인간수업, RR: Ingansueop, deutsch etwa „Menschenunterricht“) ist eine südkoreanische Dramaserie, die von Studio 329 für Netflix umgesetzt wurde. Die Serie wurde am 29. April 2020 weltweit auf Netflix veröffentlicht.

## Handlung
Oh Ji-soo ist ein Musterschüler. Er fehlt nie und schreibt gute Noten. Sein Ziel ist es, an einer der SKY-Universitäten zu studieren und einen gut bezahlten Job zu bekommen. Doch er führt ein Leben, von dem niemand etwas weiß. Er führt einen Sicherheitsdienst für Prostituierte, um sich sein Leben zu finanzieren. Er hat kein gutes Verhältnis zu seinem Vater und lebt deshalb alleine. Seinen Job führt er in Zusammenarbeit mit seinen Partner Mr. Lee aus. Dabei übernimmt Ji-soo die Vermittlung und Mr. Lee beschützt die Frauen, wenn es zu Zwischenfällen kommt. Mr. Lee weiß aber nicht, wer Ji-soo tatsächlich ist und er verwendet ein Handy, das die Stimme verzerrt und gibt sich als Onkel aus. Da Prostitution in Südkorea verboten ist, könnte sein Job als Zuhälterei angesehen werden und wäre damit illegal. Doch für Ji-soo lief bislang alles gut. Eine seiner Klienten ist seine Mitschülerin Seo Min-hee. Auch Min-hee weiß nichts über die Identität vom Onkel und Ji-soo hat in der Schule nicht viel mit Min-hee zu tun. Er ist ein Einzelgänger und respektiert das Leben anderer.
Als die reiche Mitschülerin Bae Gyu-ri in Ji-soos Leben tritt, nimmt es allerdings eine Wendung. Klassenlehrer Cho ist immer etwas um seine Musterschüler besorgt. Gyu-ri ist ebenfalls eine Musterschülerin, ist aber im Gegensatz zu Ji-soo extrovertiert und beliebt. Cho stellt die beiden vor und möchte, dass Ji-soo und Gyu-ri im außerschulischen Klub für soziale Fragen zusammenarbeiten. Da Ji-soo sich in Gyu-ri verguckt hat, sagt er zu. Sie treffen sich am Wochenende in einem Café. Ji-soo schließt deshalb für einen Tag den Sicherheitsdienst, Herr Lee solle keine Aufträge annehmen. Doch Min-hee ist nicht bereit zu, einen Tag auszusetzen und auf Geld zu verzichten. Sie nimmt einen Auftrag an von jemandem, der auf der schwarzen Liste steht. Der Auftragnehmer will sich an Herrn Lee rächen, hält Min-hee fest und droht ihr. Auf ihre Hilferufe reagiert zunächst niemand. Doch Ji-soo erhält eine Nachricht auf seinem Smartphone. Er verlässt das Treffen mit Gyu-ri und spricht mit den Entführern. Dabei droht er ihnen, dass die Polizei komme. Sie glauben ihm anfangs nicht, da auch Min-hee der Prostitution schuldig sei. Doch die Polizei kommt tatsächlich. Min-hee kann sich davonstehlen, wird jedoch von Kommissarin Lee entdeckt, als sie in den Fahrstuhl steigt. Als sie sich die Überwachungskamera ansieht, ist sie sicher, dass sie noch minderjährig ist.
Gyu-ri ist sehr an Ji-soos „Nebenjob“ interessiert. Auch sie wolle Geld verdienen. Sie hasst ihre Eltern, die sich nur für die Arbeit interessieren und Gyu-ri lediglich als Nachfolgerin, nicht aber als Tochter sehen. Gyu-ri folgt ihm stets. Am nächsten Schultag sieht sie ihn früh morgens im Klassenraum schlafen. Sie nimmt sein Arbeitshandy und kann das Passwort knacken. Dadurch erfährt sie alles. Sie spielt Katz-und-Maus mit Ji-soo, der überall sein Handy sucht und über ein altes Handy Mr. Lee Bescheid gibt, bis auf weiteres den Dienst einzustellen. Sie gibt nicht preis, dass wer das Handy hat und stellt Forderungen an ihn. Schließlich besucht sie ihn zu Hause. Von der Toilette aus ruft sie ihn an, dass sein Handy in der Schule sei. Dadurch verlässt er das Haus und sie bleibt alleine zurück. Sie will sein Geld stehlen, bekommt aber den Koffer nicht auf. Plötzlich taucht Ji-soos Vater in der Wohnung auf und Gyu-ri versteckt sich. Er entdeckt das Geld, bekommt den Koffer auf und nimmt alles mit. Gyu-ri versucht ihn aufzuhalten und es kommt zu einer Verfolgungsjagd. Dabei trifft Ji-soo auf die beiden. Sein Vater kann entkommen. Doch er begreift nun, dass Gyu-ri sein Handy die ganze Zeit über hatte.
Sie will es ihm nur zurückgeben, wenn sie bei ihm einsteigen kann, was Ji-soo ablehnt. Derweil werden die Mädchen immer unruhiger, da sie nicht arbeiten können. Eine von ihnen streckt deshalb die Fühler nach einem neuen Beschützer für Notfälle aus. Derweil begleitet Gyu-ri Ji-soo nach Ulsan, um seinen Vater ausfindig zu machen und das Geld zurückzuholen. Sie hat ihm gegenüber ein schlechtes Gewissen. Sie können den Vater schnappen, doch er hat das ganze Geld in eine Kryptowährung investiert. Dahinter steckt ein Schwindel und sie müssen mit ansehen, wie 90 % des Geldes auf einmal weg ist. Geknickt kehrt er nach Seoul zurück. Er kann Herrn Lee nicht mehr bezahlen und sein Geschäft liegt weiterhin auf Eis. Herr Lee wird derweil immer wieder von Min-hee aufgesucht, die weiter arbeiten will und ihn direkt bezahlen möchte. Doch er lehnt ab und legt Min-hee nahe, ganz aufzuhören, da sie seit dem letzten Vorfall an einer Angststörung leide und von Panikattacken heimgesucht wird.
Gyu-ri möchte Ji-soo Geld leihen, um seine Arbeit fortzuführen und daran beteiligt zu werden. Doch er lehnt weiter ab. In der Schule lässt er deutlich nach und bekommt nur eine schlechte Punktzahl in der Vorbereitung auf die Midterm-Klausuren. Daraufhin schlägt er seinen Mitschüler Chae-bin ins Gesicht, der sich über die schlechte Leistung lustig gemacht hat, und nimmt er Gyu-ris Vorschlag an. Min-hees fester Freund, Ki-tae, der bereits zuvor mit Ji-soo aneinandergeraten ist, als dieser sein Handy suchte, gibt Chae-bin Ratschläge, wie er Ji-soo fertig machen kann, ohne das Gyu-ri es mitbekommt. Gyu-ri ist quasi unantastbar. Sie gilt als Insiderin der Schule und ist überall beliebt. Vor allem versteht sie sich bestens mit dem Judoteam. Deshalb bereiten sie verschiedene Pläne vor, wie Ji-soo mental zu schaden, ohne das Gyu-ri Verdacht schöpfen würde.

## Produktion
Im April 2019 kündigte Netflix die Produktion von Extracurricular an. Das Drehbuch stammt vom Jungautor Jin Han-sae, Sohn der Dramaautorin Song Ji-na. Regie führte der Veteran Kim Jin-min, der andere erfolgreiche Dramen wie Time Between Dog and Wolf (2007) abdrehte. Produzentin Yoon Sin-ae beschrieb die Serie als Geschichte über Jugendliche, die ihre Leben durch falsche Entscheidungen zerstören. Da die Serie vom Oberschülern handelt, sind in den Hauptrollen überwiegend junge, aufstrebende Schauspieler zu sehen. Kim Dong-hee war zuvor bekannt geworden durch die Serien SKY Castle (2018) und Itaewon Class (2020). Jung Da-bin ist seit ihrem dritten Lebensjahr im Fernsehen zu sehen und wurde als Kinderdarstellerin bekannt. Für Park Ju-hyun ist es ihre erste, große Rolle. Nam Yoon-su war zuvor in Webserien zu sehen. Die weiteren Rollen des Lehrers Cho, von Herrn Lee Whangchul und Kommissarin Lee Hae-gyeong werden durch die bekannten Schauspieler Park Hyuk-kwon, Choi Min-soo und Kim Yeo-jin verkörpert. Kim Yeo-jin ist die Ehefrau des Regisseurs Kim Jin-min.
Die Dreharbeiten endeten am 6. August 2019 in Seoul.
Drehbuchautor Jin Han-sae sagte in einem Interview, dass die Serie von seinen eigenen Erfahrungen, als er in Neuseeland zur Highschool ging, inspiriert wurde. Dabei sei ihm klar geworden, dass Schüler in „unterschiedlichen Universen“ leben, obwohl sie die gleiche Schule besuchen. Er begann 2018 an dem Skript zu arbeiten, nachdem er einen Nachrichtenartikel über verhaftete Schüler gelesen hatte. Letztlich wollte er erörtern, warum Verbrechen schlecht sind, und wollte dabei durch unkomfortable und schmerzhafte Themen eine Antwort finden. So fokussierte er sich auf die Themen Jugendliche und Prostitution.

## Besetzung und Synchronisation
Die deutschsprachige Synchronisation entstand nach den Dialogbüchern von Michael Schernthaner jr. und Angelika Brötzmann sowie unter der Dialogregie von Erik Paulsen durch die Synchronfirma Christa Kistner Synchronproduktion in Berlin.

### Hauptdarsteller
| Rolle          | Schauspieler   | Synchronsprecher   |
| -------------- | -------------- | ------------------ |
| Oh Ji-soo      | Kim Dong-hee   | Sebastian Fitzner  |
| Bae Gyu-ri     | Park Ju-hyun   | Clara Drews        |
| Seo Min-hee    | Jung Da-bin    | Valentina Bonalana |
| Kwak Ki-tae    | Nam Yoon-su    | Sascha Werginz     |
| Lee Wang-cheol | Choi Min-su    | Nils Nelleßen      |
| Jo Jin-woo     | Park Hyuk-kwon | Bernhard Völger    |
| Lee Hae-kyung  | Kim Yeo-jin    | Gundi Eberhard     |

### Nebendarsteller
| Rolle                | Schauspieler  | Synchronsprecher          |
| -------------------- | ------------- | ------------------------- |
| Soo-ji               | Woo Da-vi     | Laura Oettel              |
| Chae-bin             | Choi Jun-kyu  | Sebastian Kluckert        |
| Cho Mi-jung          | Baek Joo-hee  | Aline Staskowiak          |
| Ryu Dae-yeol         | Lim Ki-hong   | Rainer Fritzsche          |
| Vater von Bae Gyu-ri | Kim Young-pil | Sebastian Christoph Jacob |
| CEO Choi Hyeon-seong | Choi Dae-hoon | Arne Stephan              |

## Episodenliste
| Nr.                                                                        | Deutscher Titel | Originaltitel | Regie       | Drehbuch    |
| -------------------------------------------------------------------------- | --------------- | ------------- | ----------- | ----------- |
| 1                                                                          | Folge 1         | 1화           | Kim Jin-min | Jin Han-sae |
| 2                                                                          | Folge 2         | 2화           | Kim Jin-min | Jin Han-sae |
| 3                                                                          | Folge 3         | 3화           | Kim Jin-min | Jin Han-sae |
| 4                                                                          | Folge 4         | 4화           | Kim Jin-min | Jin Han-sae |
| 5                                                                          | Folge 5         | 5화           | Kim Jin-min | Jin Han-sae |
| 6                                                                          | Folge 6         | 6화           | Kim Jin-min | Jin Han-sae |
| 7                                                                          | Folge 7         | 7화           | Kim Jin-min | Jin Han-sae |
| 8                                                                          | Folge 8         | 8화           | Kim Jin-min | Jin Han-sae |
| 9                                                                          | Folge 9         | 9화           | Kim Jin-min | Jin Han-sae |
| 10                                                                         | Folge 10        | 10화          | Kim Jin-min | Jin Han-sae |
| Am 29. April 2020 wurden alle Folgen der Serie bei Netflix veröffentlicht. |                 |               |             |             |

## Rezeption
In den Medien wurde die Serie als „tiefes“ und „dunkles“ Oberschul-Drama rezipiert. Nathalie Tomada von The Philippine Star schrieb, dass sich Fans typischer koreanischer Dramaserien wie Boys over Flowers oder The Heirs auf eine Überraschung und einen Schock gefasst machen sollen. Joan MacDonald von Forbes schreibt, Extracurricular wurde als Jugendkrimi beschrieben, allerdings sei die Serie viel dunkler als die meisten Jugenddramen. Die Figuren werden nicht nach gut und böse entwickelt, sondern es würden verschiedene Schüler mit moralischen Verwerfung porträtiert. Ji-soo sei zwar die Hauptfigur, aber kein Held. Er versuche zu überleben und breche dazu das Gesetz. Kim Dong-hee gelinge es gut, den verängstigten Ji-soo zu spielen während Park Ju-hyun als Newcomerin stark die soziopathischen Tendenzen und unerwartetes Mitleid ihrer Figur transportiere.
Regisseur Kim Jin-min sagte, er sei vom Drehbuch geschockt gewesen. Die meisten Oberschuldramen würden sich nicht mit solcher Kriminalität auseinandersetzen. Nach ihm gehe es in der Serie um Verantwortung: „Die Kernbotschaft der Geschichte ist, dass wir akzeptieren, dass jeder Fehler machen kann – aber was danach folgt definiert, was für eine Art Mensch wir sind.“
Zur Veröffentlichung der Serie wurde der Kriminalfall Nth Room (n번방 사건) referenziert. Dieser sorgte im März 2020 für Empörung in der Bevölkerung und den Medien. Bei dem Fall geht es um die sexuelle Ausbeutung junger Frauen, darunter auch Minderjährige, durch einen jungen Mann, der sich der Doktor nannte und pornografisches Inhalte von 2018 bis 2020 über einen Telegram-Chat teilte.
John Serba von Decider beschreibt die Spannung der Serie als sei sie durch Bong Joon-ho (Parasite, 2019) inspiriert. Er gibt eine klare Empfehlung und nennt Park Hyuk-kwon als schillern und brillant in der Rolle des Vertrauens- und Klassenlehrers.